# Сазонов Анатолій Павлович
Анатолій Павлович Сазонов (15 лютого 1935, село Федорівка Покровського району, тепер Орловської області, Російська Федерація — 27 квітня 2019, Київ, Україна) — український радянський партійний діяч, 1-й секретар Запорізького обкому КПУ. Депутат Верховної Ради СРСР 11-го скликання (з 1986 року). Депутат Верховної Ради УРСР 11-го скликання (у 1985—1986 роках). Член ЦК КПУ в 1986—1990 роках. Член ЦК КПРС у 1986—1990 роках.

## Біографія
У вересні 1953 — вересні 1958 року — студент Харківського політехнічного інституту імені Леніна. У 1958 році закінчив інститут та здобув спеціальність інженера-технолога.
У вересні — листопаді 1958 року — майстер-стажер виробництва № 1, у листопаді 1958 — березні 1960 року — начальник зміни, у березні 1960 — серпні 1963 року — старший інженер науково-дослідної лабораторії, у серпні 1963 — травні 1965 року — керівник групи центральної заводської лабораторії, у травні — жовтні 1965 року — виконувач обов'язків заступника начальника центральної заводської лабораторії, у жовтні 1965 — серпні 1966 року — заступник начальника центральної заводської лабораторії заводу поштова скринька № 8 (хімічного заводу імені Петровського), у серпні 1966 — жовтні 1969 року — заступник начальника центральної науково-дослідної лабораторії хімічного заводу імені Петровського у місті Петровське Луганської області.
Член КПРС з 1962 року.
У жовтні 1969 — січні 1974 року — заступник завідувача відділу важкої промисловості Луганського (Ворошиловградського) обласного комітету КПУ. У січні 1974 — грудні 1977 року — завідувач відділу важкої промисловості Ворошиловградського обласного комітету КПУ.
У грудні 1977 — жовтні 1979 року — 1-й секретар Сєвєродонецького міського комітету КПУ Ворошиловградської області.
16 жовтня 1979 — жовтень 1984 року — секретар Ворошиловградського обласного комітету КПУ.
У 1984 — листопаді 1985 року — завідувач відділу хімічної промисловості ЦК КПУ.
18 листопада 1985 — 22 жовтня 1988 року — 1-й секретар Запорізького обласного комітету КПУ.
21 жовтня 1988 — грудень 1990 року — 1-й заступник голови Комітету народного контролю Української РСР.
2 січня 1991 — 30 квітня 1993 року — заступник голови Комітету по нагляду за безпечним веденням робіт у промисловості і гірничому нагляду при Раді Міністрів Української РСР (України). 30 квітня 1993 — 20 травня 1998 року — заступник голови Державного комітету України по нагляду за охороною праці.
З 1998 року —  на пенсії в Києві. Помер 27 квітня 2019 року.

## Звання
- підполковник запасу (1988)

## Нагороди
- орден Трудового Червоного Прапора (1976)
- три медалі (1970, 1971, 1983)
- Почесна грамота Президії Верховної Ради Української РСР (1985)